# Бориди
Бори́ди — сполуки бору з металами. Більшості боридів властиві надзвичайна твердість і висока температура плавлення. Відзначаються високою твердістю, нелеткістю, високими температурами плавлення, хімічною інертністю. Наприклад, температура плавлення ZrB і HfB становить 2990 °C і 3060 °C відповідно.
Одержуються сплавленням оксидів металів з карбідом або оксидом бору. Їхній склад не відповідає формальним ступеням окиснення як бору, так і металу: МВ3, МВ4, МВ6, МВ10, МВ12, М2В5, М3В4, М3В, М4В, М5В, М3В2, М7В3.
Найбільше використання бориди знайшли у машинобудуванні як абразивні матеріали.